# 王室歌 (阿富汗)
《王室歌》是阿富汗王国于1926年创作的一首皇室颂歌，在国际场合需要演奏国歌时会以此代替。《王室歌》通常只有旋律，没有在公开场合演唱的歌词。1943年，它被一首新的国歌《我们勇敢而尊贵的国王》替代。